# Lady Lever Art Gallery
Lady Lever Art Gallery é um museu de arte, fundado em 1922 pelo industrial e magnata William Lever (1851-1925), dedicado à memória de sua esposa Elizabeth.

## Descrição
Está localizado na Inglaterra, em Port Sunlight, uma vila no condado metropolitano de Merseyside, a poucos quilômetros de Liverpool.

## Acervo
A galeria abriga obras de pintores ingleses dos séculos XVIII e XIX (principalmente de artistas pertencentes ao movimento pré-rafaelita), móveis do século XVIII e uma grande coleção de porcelanas Wedgwood.
| number | Imagem | Título | Tipo     | Criador                        | Data            | Material               | Coleção                                                            |
| ------ | ------ | --- | -------- | ------------------------------ | --------------- | ---------------------- | ------------------------------------------------------------------ |
| 1      |        | 'A Poet Declaiming His Verses'                                                                              | pintura  | Pietro Longhi                  | 1765            | tinta a óleo tela      | Lady Lever Art Gallery                                             |
| 2      |        | A Dream of the Past: Sir Isumbras at the Ford                                                               | pintura  | John Everett Millais           | 1857            | tinta a óleo tela      | Lady Lever Art Gallery                                             |
| 3      |        | A Dress Rehearsal                                                                                           | pintura  | Albert Chevallier Tayler       | 1888            | tinta a óleo tela      | Lady Lever Art Gallery                                             |
| 4      |        | A Nymph and a Cupid                                                                                         | pintura  | Angelika Kauffmann             |                 | tinta a óleo oak panel | Lady Lever Art Gallery                                             |
| 5      |        | A Young Girl Gathering Honeysuckle                                                                          | pintura  | No/unknown value               |                 | tinta a óleo tela      | Lady Lever Art Gallery                                             |
| 6      |        | Andromeda                                                                                                   | pintura  | William Etty                   | década de 1830  | tinta a óleo tela      | Lady Lever Art Gallery                                             |
| 7      |        | Angelica Kauffman (1740–1807)                                                                               | pintura  | Joshua Reynolds                |                 | tinta a óleo tela      | Lady Lever Art Gallery                                             |
| 8      |        | Anne Luttrell (1743–1808), Duchess of Cumberland                                                            | pintura  | Thomas Gainsborough            | 1773            | tinta a óleo tela      | Lady Lever Art Gallery                                             |
| 9      |        | Barbara Villiers (1640–1709), Duchess of Cleveland                                                          | pintura  | Peter Lely                     |                 | tinta a óleo tela      | Lady Lever Art Gallery                                             |
| 10     |        | Bubbles | pintura  | John Everett Millais           | 1886            |                        | Lady Lever Art Gallery                                             |
| 11     |        | Catherine-Marie Legendre (d.1749)                                                                           | pintura  | Jean-Baptiste Santerre         | 1705            | tinta a óleo tela      | Lady Lever Art Gallery                                             |
| 12     |        | Cottage at East Bergholt                                                                                    | pintura  | John Constable                 | 1833            | tinta a óleo tela      | Lady Lever Art Gallery                                             |
| 13     |        | Cromwell on his Farm                                                                                        | pintura  | Ford Madox Brown               | 1874            | tinta a óleo tela      | Lady Lever Art Gallery                                             |
| 14     |        | Cupid Disarmed                                                                                              | pintura  | Angelika Kauffmann             |                 | tinta a óleo oak panel | Lady Lever Art Gallery                                             |
| 15     |        | Cymon and Iphigenia (formerly attributed to Francis Wheatley)                                               | pintura  | No/unknown value               |                 | tinta a óleo tela      | Lady Lever Art Gallery                                             |
| 16     |        | Dance | estátua  | Edward Onslow Ford             | 1891            | bronze                 | Lady Lever Art Gallery                                             |
| 17     |        | Daphnephoria                                                                                                | pintura  | Frederic Leighton              | 1876            | tinta a óleo tela      | Lady Lever Art Gallery                                             |
| 18     |        | Elizabeth Gunning (1733–1790), Duchess of Hamilton and Argyll                                               | pintura  | Joshua Reynolds                | 1760            | tinta a óleo tela      | Lady Lever Art Gallery                                             |
| 19     |        | Favourite Poet                                                                                              | pintura  | Lawrence Alma-Tadema           | 1888            | tinta a óleo painel    | Lady Lever Art Gallery                                             |
| 20     |        | Flora | pintura  | Henry Singleton                | 1790            | tinta a óleo oak panel | Lady Lever Art Gallery                                             |
| 21     |        | Francis Rawdon-Hastings (1754–1826), 2nd Earl of Moira                                                      | pintura  | John Hoppner                   | 1795            | tinta a óleo tela      | Lady Lever Art Gallery                                             |
| 22     |        | George Morland (1763–1804)                                                                                  | pintura  | Robert Muller                  | década de 1790  | tinta a óleo tela      | Lady Lever Art Gallery                                             |
| 23     |        | George Washington (1732–1799)                                                                               | pintura  | No/unknown value               | década de 1790  | tinta a óleo tela      | Lady Lever Art Gallery                                             |
| 24     |        | Head of a Woman (perhaps Sarah Siddons, 1755–1831)                                                          | pintura  | John Hoppner                   | 1785            | tinta a óleo tela      | Lady Lever Art Gallery                                             |
| 25     |        | Hugh Williams                                                                                               | pintura  | No/unknown value               | década de 1790  | tinta a óleo tela      | Lady Lever Art Gallery                                             |
| 26     |        | Labours of Hercules                                                                                         | pintura  | Sebastiano Ricci               | 1712            | tinta a óleo tela      | Lady Lever Art Gallery                                             |
| 27     |        | Labours of Hercules                                                                                         | pintura  | Sebastiano Ricci               | 1712            | tinta a óleo tela      | Lady Lever Art Gallery                                             |
| 28     |        | Lady Elizabeth Howard (1780–1825)                                                                           | pintura  | John Hoppner                   | 1798            | tinta a óleo tela      | Lady Lever Art Gallery                                             |
| 29     |        | Lady Gertrude Fitzpatrick (1774–1841)                                                                       | pintura  | Joshua Reynolds                | 1777            | tinta a óleo tela      | Lady Lever Art Gallery                                             |
| 30     |        | Lady Hamilton (1761–1815), as a Bacchante                                                                   | pintura  | Élisabeth-Louise Vigée-Le Brun | década de 1790  | tinta a óleo           | Lady Lever Art Gallery                                             |
| 31     |        | Lady Lepell Phipps (1723–1780), and Her Son, Charles (?) (1753–1786)                                        | pintura  | Joshua Reynolds                | 1758            | tinta a óleo tela      | Lady Lever Art Gallery                                             |
| 32     |        | Lake Albano and Castelgandolfo                                                                              | pintura  | Richard Wilson                 |                 | tinta a óleo tela      | Lady Lever Art Gallery                                             |
| 33     |        | Landscape with Classical Ruins and Figures                                                                  | pintura  | Giovanni Paolo Pannini         | 1730            |                        | Lady Lever Art Gallery                                             |
| 34     |        | Landscape with Diana and Callisto                                                                           | pintura  | Richard Wilson                 |                 | tinta a óleo tela      | Lady Lever Art Gallery                                             |
| 35     |        | Mary II (1662–1694)                                                                                         | pintura  | No/unknown value               |                 | tinta a óleo tela      | Lady Lever Art Gallery                                             |
| 36     |        | Mrs Charlotte Frere                                                                                         | pintura  | Thomas Gainsborough            | 1763            | tinta a óleo tela      | Lady Lever Art Gallery                                             |
| 37     |        | Mrs Hugh Williams                                                                                           | pintura  | No/unknown value               | década de 1790  | tinta a óleo tela      | Lady Lever Art Gallery                                             |
| 38     |        | Mrs James Paine (d.1766), and the Misses Paine (Charlotte, b.1751, and Mary, 1753–1798)                     | pintura  | Joshua Reynolds                | 1766            | tinta a óleo tela      | Lady Lever Art Gallery                                             |
| 39     |        | Mrs Mary Henrietta Fortescue (1734–1814)                                                                    | pintura  | Joshua Reynolds                | 1759            | tinta a óleo tela      | Lady Lever Art Gallery                                             |
| 40     |        | Mrs Mary Oliver (1763–1845)                                                                                 | pintura  | George Romney                  | 1785            | tinta a óleo tela      | Lady Lever Art Gallery                                             |
| 41     |        | Mrs Peat (b.1748), and Her Daughters (Janet, b.1788, and Anne, c.1790–1885)                                 | pintura  |                                | década de 1790  | tinta a óleo tela      | Lady Lever Art Gallery                                             |
| 42     |        | Mrs Peter Beckford (1754–1791)                                                                              | pintura  | Joshua Reynolds                | 1782            | tinta a óleo tela      | Lady Lever Art Gallery                                             |
| 43     |        | Mrs. Peter Beckford                                                                                         | pintura  | Joshua Reynolds                |                 | tinta a óleo tela      | Lady Lever Art Gallery                                             |
| 44     |        | Northumberland House, Charing Cross                                                                         | pintura  | No/unknown value               |                 | tinta a óleo tela      | Lady Lever Art Gallery                                             |
| 45     |        | O Jardim Encantado                                                                                          | pintura  | John William Waterhouse        | década de 1910  | tinta a óleo tela      | Lady Lever Art Gallery                                             |
| 46     |        | O Triunfo de Cleópatra                                                                                      | pintura  | William Etty                   | 1821            | tinta a óleo tela      | Lady Lever Art Gallery                                             |
| 47     |        | On His Holidays, Norway                                                                                     | pintura  | John Singer Sargent            | 1901            | tinta a óleo tela      | National Museums Liverpool Museu Nacional de Belas-Artes da Suécia |
| 48     |        | Orpheus | pintura  | John Macallan Swan             | 1896            | tinta a óleo tela      | Lady Lever Art Gallery                                             |
| 49     |        | Portrait of a Lady (called 'Mrs Wells')                                                                     | pintura  | John Hamilton Mortimer         | 1777            | tinta a óleo tela      | Lady Lever Art Gallery                                             |
| 50     |        | Portrait of a Lady (formerly attributed to Peter Lely)                                                      | pintura  | No/unknown value               | década de 1660  | tinta a óleo tela      | Lady Lever Art Gallery                                             |
| 51     |        | Portrait of a Lady (said to be Eleanor, Countess of Harborough, 1772–1809)                                  | pintura  | Thomas Lawrence                |                 | tinta a óleo tela      | Lady Lever Art Gallery                                             |
| 52     |        | Portrait of a Lady in a Brown Dress                                                                         | pintura  | No/unknown value               | século XVII     | tinta a óleo tela      | Lady Lever Art Gallery                                             |
| 53     |        | Portrait of a Man in Armour                                                                                 | pintura  | No/unknown value               | século XVII     | tinta a óleo tela      | Lady Lever Art Gallery                                             |
| 54     |        | Portrait of a Woman                                                                                         | pintura  | No/unknown value               | 1740            | tinta a óleo tela      | Lady Lever Art Gallery                                             |
| 55     |        | Portrait of the widow Mrs. Seaforth and child                                                               | pintura  | Joshua Reynolds                | 1787            | tinta a óleo tela      | Lady Lever Art Gallery                                             |
| 56     |        | Princess Mary (1662–1694), Later Queen Mary II                                                              | pintura  | Peter Lely                     |                 | tinta a óleo tela      | Lady Lever Art Gallery                                             |
| 57     |        | Psamathe | pintura  | Frederic Leighton              | 1880            | tinta a óleo tela      | Lady Lever Art Gallery                                             |
| 58     |        | Robert Baddeley (1733–1794), as 'Moses' in 'The School for Scandal' (the play by Richard Brinsley Sheridan) | pintura  | Johann Zoffany                 |                 | tinta a óleo tela      | Lady Lever Art Gallery                                             |
| 59     |        | Saint Michael and the Dragon                                                                                | pintura  | No/unknown value               |                 | têmpera painel         | Lady Lever Art Gallery                                             |
| 60     |        | Saint Ursula Preaches to the Virgins                                                                        | pintura  | No/unknown value               |                 | têmpera painel         | Lady Lever Art Gallery                                             |
| 61     |        | Saint Ursula and the Virgins Arrive in Rome                                                                 | pintura  | No/unknown value               |                 | têmpera painel         | Lady Lever Art Gallery                                             |
| 62     |        | Saint Ursula before the King of the Huns                                                                    | pintura  | No/unknown value               |                 | têmpera painel         | Lady Lever Art Gallery                                             |
| 63     |        | Salem | aquarela | Sydney Curnow Vosper           | 1908            | aquarela               | Lady Lever Art Gallery                                             |
| 64     |        | Sarah Rodbard (c.1765–1795)                                                                                 | pintura  | George Romney                  | 1784            | tinta a óleo tela      | Lady Lever Art Gallery                                             |
| 65     |        | Self Portrait on a White Hunter                                                                             | pintura  | George Stubbs                  | 1782            |                        | Lady Lever Art Gallery                                             |
| 66     |        | Sibylla Palmifera                                                                                           | pintura  | Dante Gabriel Rossetti         | século XIX 1866 | tinta a óleo tela      | Port Sunlight Lady Lever Art Gallery                               |
| 67     |        | St James's Palace and Pall Mall                                                                             | pintura  | No/unknown value               |                 | tinta a óleo tela      | Lady Lever Art Gallery                                             |
| 68     |        | Surgeon-General David Middleton (1703–1785)                                                                 | pintura  | Thomas Gainsborough            |                 | tinta a óleo tela      | Lady Lever Art Gallery                                             |
| 69     |        | The Annunciation                                                                                            | pintura  | Edward Burne-Jones             | década de 1870  | tinta a óleo tela      | Lady Lever Art Gallery                                             |
| 70     |        | The Beguiling of Merlin                                                                                     | pintura  | Edward Burne-Jones             | 1872            | tinta a óleo tela      | Lady Lever Art Gallery                                             |
| 71     |        | The Birth of the Virgin                                                                                     | pintura  | No/unknown value               |                 | têmpera painel         | Lady Lever Art Gallery                                             |
| 72     |        | The Black Brunswicker                                                                                       | pintura  | John Everett Millais           | 1860            | tinta a óleo tela      | Lady Lever Art Gallery                                             |
| 73     |        | The Blessed Damozel                                                                                         | pintura  | Dante Gabriel Rossetti         | 1879            | tinta a óleo tela      | Lady Lever Art Gallery                                             |
| 74     |        | The Dinwiddie Sisters (Elizabeth, 1738–1773 and Rebecca, b.1742)                                            | pintura  | Allan Ramsay                   |                 | tinta a óleo tela      | Lady Lever Art Gallery                                             |
| 75     |        | The Farmer's Wife and the Raven                                                                             | pintura  | George Stubbs                  | 1782            |                        | Lady Lever Art Gallery                                             |
| 76     |        | The Forerunner                                                                                              | pintura  | Eleanor Fortescue-Brickdale    | 1920            | tinta a óleo tela      | Lady Lever Art Gallery                                             |
| 77     |        | The Gadshill Oak                                                                                            | pintura  | Gainsborough Dupont            | 1790            | tinta a óleo tela      | Lady Lever Art Gallery                                             |
| 78     |        | The Garden of the Hesperides                                                                                | pintura  | Frederic Leighton              | 1892            | tinta a óleo tela      | Lady Lever Art Gallery                                             |
| 79     |        | The Kelpie                                                                                                  | pintura  | Herbert James Draper           | 1912 1913       | tinta a óleo tela      | Lady Lever Art Gallery                                             |
| 80     |        | The Last Muster                                                                                             | pintura  | Sir Hubert von Herkomer        | 1875            | tinta a óleo tela      | Lady Lever Art Gallery                                             |
| 81     |        | The Martyrdom of the Virgins                                                                                | pintura  | No/unknown value               |                 | têmpera painel         | Lady Lever Art Gallery                                             |
| 82     |        | The Piggery                                                                                                 | pintura  | George Morland                 | década de 1790  | tinta a óleo tela      | Lady Lever Art Gallery                                             |
| 83     |        | The Reverend William Humphry (1743–1816)                                                                    | pintura  | No/unknown value               |                 |                        | Lady Lever Art Gallery                                             |
| 84     |        | The Roadside Inn                                                                                            | pintura  | George Morland                 | década de 1790  | tinta a óleo tela      | Lady Lever Art Gallery                                             |
| 85     |        | The Scapegoat                                                                                               | pintura  | William Holman Hunt            | 1854            | tinta a óleo tela      | Lady Lever Art Gallery                                             |
| 86     |        | The Soldier's Departure                                                                                     | pintura  | George Morland                 | 1791            | tinta a óleo tela      | Lady Lever Art Gallery                                             |
| 87     |        | The Soldier's Return                                                                                        | pintura  | George Morland                 | 1791            | tinta a óleo tela      | Lady Lever Art Gallery                                             |
| 88     |        | The Tepidarium                                                                                              | pintura  | Lawrence Alma-Tadema           | 1881            | tinta a óleo tela      | Lady Lever Art Gallery                                             |
| 89     |        | The Unransomed                                                                                              | pintura  | Richard Wilson                 | 1768            | tinta a óleo tela      | Lady Lever Art Gallery                                             |
| 90     |        | The Villa of Maecenas, Tivoli                                                                               | pintura  | Richard Wilson                 |                 | tinta a óleo tela      | Lady Lever Art Gallery                                             |
| 91     |        | The Virgin and Child                                                                                        | pintura  | No/unknown value               |                 | têmpera painel         | Lady Lever Art Gallery                                             |
| 92     |        | Thomas Gataker (1749–1844)                                                                                  | pintura  | Thomas Lawrence                | 1793            | tinta a óleo tela      | Lady Lever Art Gallery                                             |
| 93     |        | Um Conto de Decamerão                                                                                       | pintura  | John William Waterhouse        | 1916            | tinta a óleo tela      | Lady Lever Art Gallery                                             |
| 94     |        | Venus Chiding Cupid for Learning to Cast Accounts                                                           | pintura  | Joshua Reynolds                | 1776            | tinta a óleo tela      | Lady Lever Art Gallery                                             |
| 95     |        | Venus and Cupid in the Clouds                                                                               | pintura  | François Boucher               |                 | tinta a óleo tela      | Lady Lever Art Gallery                                             |
| 96     |        | William Hesketh Lever, 1st Viscount Leverhulme                                                              | pintura  | Philip de László               | 1924            | tinta a óleo tela      | Lady Lever Art Gallery                                             |
| 97     |        | William III (1650–1702)                                                                                     | pintura  | No/unknown value               |                 | tinta a óleo tela      | Lady Lever Art Gallery                                             |
| 98     |        | Windsor Castle                                                                                              | pintura  | David Cox                      |                 | tinta a óleo tela      | Lady Lever Art Gallery                                             |

∑ 98 items.